# هافلینگ
هافلینگ (به ایتالیایی: Avelengo) یک کومونه در ایتالیا است که در تیرول جنوبی واقع شده‌است. هافلینگ ۲۷٫۴ کیلومتر مربع مساحت و ۷۵۶ نفر جمعیت دارد.